# Lesní říše
Lesní říše (anglicky Woodland Realm), známá také jako Eryn Galen, bylo království Silvánských elfů ve fiktivním světě J. R. R. Tolkiena, nacházející se hluboko v Temném hvozdu, velkém lese Rhovanionu, počínaje Druhým věkem. Po válce Poslední aliance  Thranduil ze Sindar vládl Silvánským elfům. Elfové Temného hvozdu byli známí jako méně moudří a nebezpečnější než ostatní elfové, ale koncem Třetího věku byli jedinou zbývající silnou elfskou říší s králem.
Legolas, klíčový člen Společenstva prstenu ve Třetím věku, odtud pocházel.

## Dějiny

### Počátky
Během druhé poloviny Roků stromů a Prvního věku obývali Nandorští a Avarští elfové les mezi Mlžnými horami a zeměmi na Dálném východě, nakonec se smísili a stali se z nich Silvánští elfové neboli lesní elfové, jak byli běžněji známí.

### Druhý věk
Po válce hněvu a zničení Beleriandu, Oropher, sindarský princ dříve z Doriathu, který se rozhodl zůstat ve Středozemi, přišel do lesa známého jako Velký zelený hvozd. On a jeho lid byli dobře uvítáni a přijati, protože kdysi žili s králem Thingolem, kterého Silvánští elfové považovali za vzdáleného příbuzného. Sindarská společnost chtěla žít jako lesní elfové: přirozeně a nerušeně. Tato představa byla pro Lesní elfy přitažlivá a Oropher byl brzy jmenován jejich králem a přijal jejich jazyk a způsob života.
Poté, co byl jmenován 'králem lesní říše', Oropher založil své hlavní město na Amon Lanc v jižní části lesa. Lesní říše vzkvétala v míru se svými nezměněnými hranicemi a nerušeným způsobem života po více než tisíciletí. Někdy po roce 1000 Oropher přesunul své hlavní město dále na sever do okolí hor Temného hvozdu. Hlavním důvodem byla rostoucí hrozba Saurona v Mordoru a korupce zla která se zmocňovala oblasti. Oropher a jeho lidé se také cítili ohroženi trpaslíky z Khazad-dûm a přítomností Celeborna a Galadriel v lese Lothlórienu. Navzdory těmto problémům se elfové Lesní říše stále volně potulovali po jihu lesa.

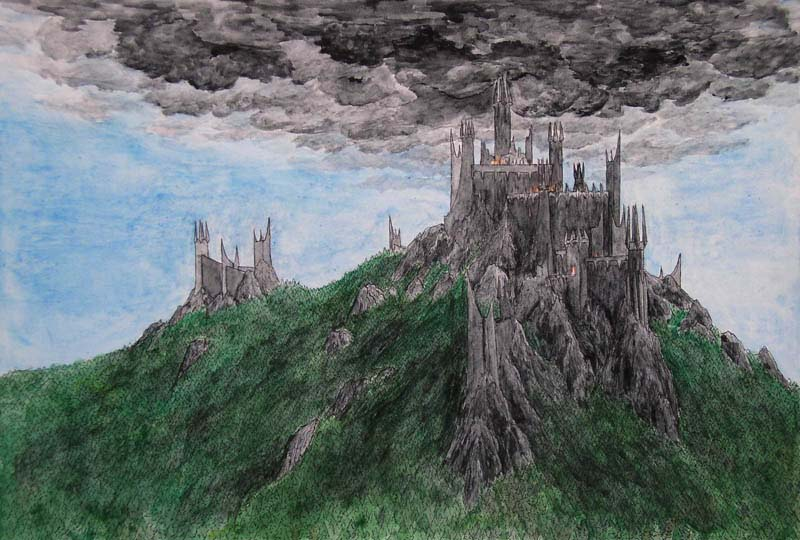
Dol Guldur na ilustraci Matěje Čadila.

Více než sto let po Pádu Númenoru Sauronova hrozba opět přerostla ve velmi reálnou hrozbu Středozemi. Oropher a elfové z Lórienu pod Amdírem se oba shodli, že mír nelze očekávat, dokud nebude Sauron zcela poražen. Byla vytvořena velká armáda a spojená síla Lesních elfů a Galadhrimů pochodovala na pomoc Poslední alianci elfů a lidí. Přestože byli stejně odhodláni porazit Saurona jako ostatní, Oropherova a Amdírova armáda byla lehce vyzbrojená a méně zkušená v otevřeném boji. Také se odmítli podrobit nejvyšší autoritě Gil-galada kvůli minulým sporům s Ñoldor, a tak bojovali nezávisle. Utrpěli těžké ztráty v bitvě u Dagorladu a Oropher a Amdír byli oba zabiti. Oropherův syn Thranduil přežil válku a zaujal místo svého otce jako král Lesní říše.

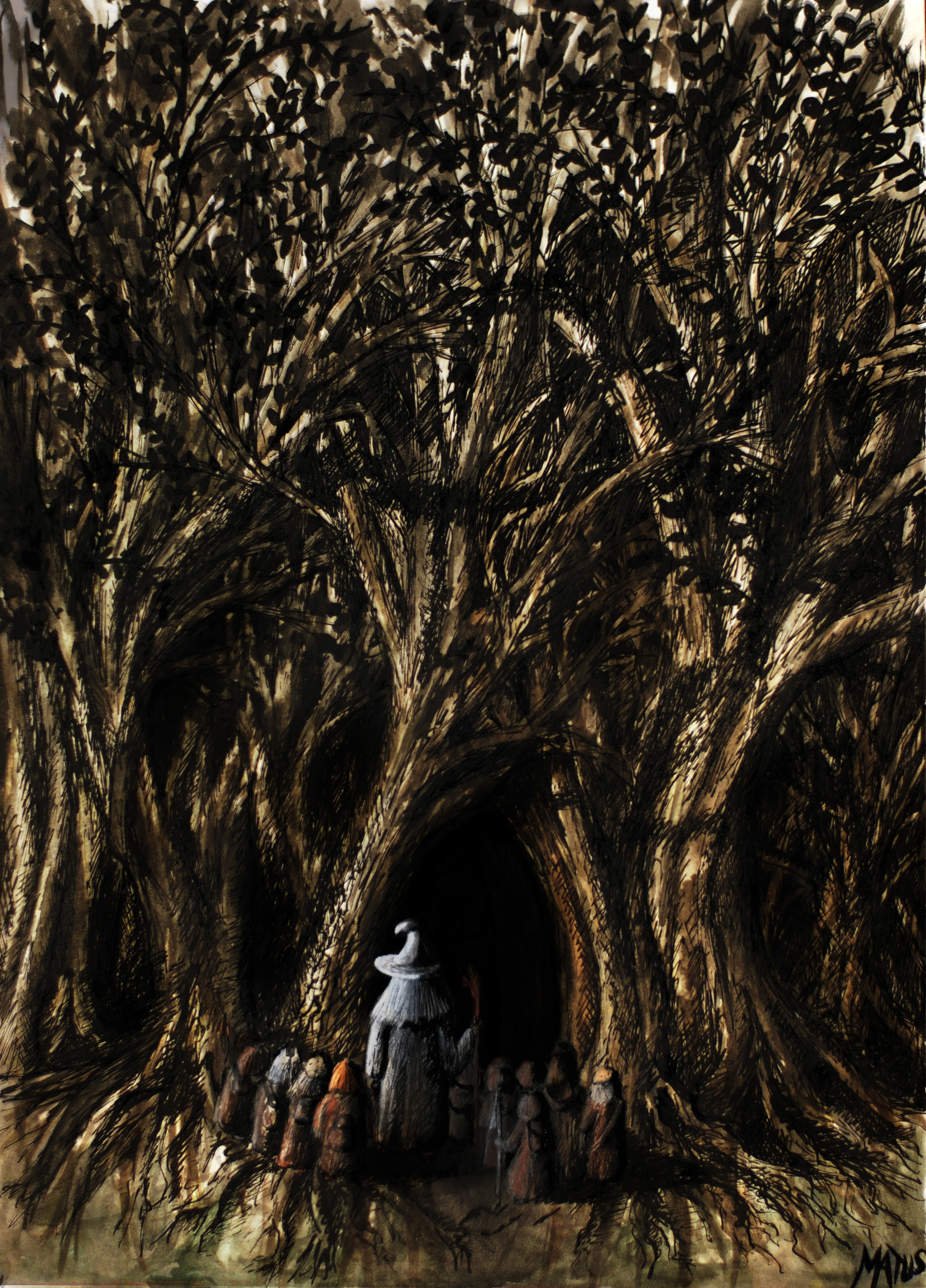
Thorin a jeho výprava před Temným hvozdem.

### Třetí věk
Navzdory těžkým ztrátám, které jejich lidé utrpěli během Války Poslední aliance, elfové Zeleného hvozdu přežili a pokračovali v mírumilovném životě v lese po další tisíciletí. Mír byl narušen v roce 1050, když tajemná bytost známá jako Nekromant začal žít v opuštěných síních Amon Lancu. Poté se les stal temným a poskvrněným, zamořený skřety, obřími pavouky a dalšími tajemnými a divokými bytostmi, které sužovali místní elfy. Elfové pak byli nuceni odejít do nejsevernější části lesa. Všechny osady v horách Temného hvozdu byly staženy a obyvatelé hlavního města a říše se přemístili do jeskynní osady pod zalesněným kopcem v severovýchodní oblasti lesa. Od té doby zůstala lesní říše omezena na sever. Právě v té době elfové přejmenovali les na Temný hvozd spolu s dalšími místy, která dříve obývali.
Elfové Zeleného hvozdu i přes veškeré útoky a ztráty na životech přežili, ale žili opatrněji s ohledem na zvýšené nebezpečí. Obchodovali se sousedními zeměmi trpaslíků Erebor a Seveřany z Dolu. To však nemělo trvat, protože v roce 2770 sestoupil ze severu drak Šmak a zničil Erebor, a vyhnal lidi z Dolu. Poté se elfové pohybovali po lese tajně a byli velmi nedůvěřiví k cizím lidem a jejich jediným kontaktem s vnějším světem byl obchod a občasné návštěvy uprchlíků z Dolu (žijících v Jezerním městě na Dlouhém jezeře), a obchod se Seveřany na sever od Temného hvozdu (mezi Temným hvozdem a Šedými horami), a Východňany z Dorwinionu. Bylo to pravděpodobně během této doby, kdy elfové vytvořili Lesní cestu, která vedla přes severní les jako jediný bezpečný průchod, protože hlavní silnice, která přes něj vedla, již nebyla bezpečná.
V roce 2941 Thorin a jeho skupina prošli Temným hvozdem na své cestě k Ereboru. Thranduil je považoval za vetřelce a nechal je uvěznit, kromě Bilba Pytlíka, který zůstal neviditelný s použitím jeho Kouzelného prstenu a později trpaslíky osvobodil. Po Šmakově smrti Thranduil nabídl lidem z Jezerního města pomoc za Bardovo udatné zabití draka a shromáždil armádu, aby získal část pokladu, ale Thorin II. Pavéza se o něj odmítl podělit, a tak se obě strany připravily na válku. Bilbo se pokusil situaci pomoci tím, že doručil starověký artefakt známý jako Arcikam elfům a lidem.
Situace se nezlepšila a s příchodem pěti set trpaslíků ze Železných hor pod vedením Dáina Železné nohy se zdálo, že budou ve válce s elfy a lidmi, ale včasný příchod Gandalfa s varováním před armádou skřetů a vrrků přicházejících do boje o poklad změnil všechno. Elfové, lidé a trpaslíci byli nuceni spojit síly a bojovat proti společnému nepříteli. Lesní elfové a jejich spojenci, včetně pozdě přilétajících Orlů, porazili skřety a utrpěli těžké ztráty, ale nakonec se do oblasti s porážkou skřetů vrátil mír a zprávou o tom, že Bílá rada vyhnala Nekromanta z Dol Gulduru.
Mír pro lesní elfy trval pouze deset let, protože s otevřeným návratem Saurona do Mordoru poslal Temný pán tři Nazgûly, aby znovu obsadili Dol Guldur. Lesní říše se přímo zapojila do Války o Prsten když byl tvor Glum zajat Aragornem a uvězněn tam, ale nájezd skřetů mu umožnil uniknout. Poté Thranduil poslal svého syna Legolase do Roklinky jako zástupce lesních elfů a informoval Radu Elronda o Glumově útěku.
Lesní říše byla napadena 15. března 3019 silami z Dol Gulduru a stala se součástí severní fronty Války o Prsten. Thranduil a lesní elfové zvítězili a Galadriel shodila hradby Dol Gulduru, čímž ukončili jeho hrozbu a natrvalo odstranili Stín z lesa. 6. dubna 3019 se Thranduil setkal s Celebornem a oba souhlasili s přejmenováním lesa na Eryn Lasgalen (Les zelených listů). Brzy po válce byl les rozdělen - Thranduil si ponechal současné území Lesní říše, střed Temného hvozdu byl darován Lesníkům a území Dol Gulduru bylo předáno Celebornovi.

### Čtvrtý věk
Lesní elfové hráli důležitou roli během prvních let, kdy skupina elfů z Lesní říše vedená Legolasem cestovala do Gondoru a pomohla opravit město Minas Tirith, obnovit Osgiliath a doplnila a zkrášlila válkou zpustošené země Ithilienu. Předpokládá se, že říše prosperovala, ale stejně jako ostatní nelidské říše začala pomalu mizet. Ti elfové, kteří si nepřáli vyblednout, pravděpodobně nastoupili do lodí plujících do Valinoru.